# Resolució 605 del Consell de Seguretat de les Nacions Unides
La Resolució 605 del Consell de Seguretat de les Nacions Unides, aprovada el 22 de desembre de 1987 després d'escoltar un representant de Iemen del Sud i recordant les Convencions de Ginebra i les resolucions del Consell de Seguretat 446 (1979), 465 (1980),  497 (1981) i 592 (1986), el Consell va condemnar Israel per violar els drets humans del poble palestí i, en particular, l'obertura de foc i la matança d'estudiants en les primeres setmanes de la Primera Intifada.
La resolució demana a Israel que desisteixi de les seves polítiques als territoris ocupats i que respecti el Quart Conveni de Ginebra, insta a la màxima restricció a contribuir a l'establiment de la pau a la regió. També va insistir en la necessitat urgent d'assolir un acord just, durador i pacífic del conjunt del conflicte araboisraelià.
La resolució va demanar al Secretari General de les Nacions Unides que examini la situació actual i recomana maneres d'assegurar la seguretat i la protecció dels civils palestins sota ocupació i que es comuniqui a tot tardar el 20 de gener de 1988.

## Text de la resolució
| « | El Consell de Seguretat, Havent examinat la carta de data 11 de desembre de 1987 del Representant Permanent del Iemen Democràtic davant les Nacions Unides, en qualitat de President del Grup Àrab durant el mes de desembre, Tenint en compte els drets inalienables de tots els pobles reconeguts per la Carta de les Nacions Unides i proclamats per la Declaració Universal dels Drets Humans, Recordant les seves resolucions pertinents sobre la situació dels territoris palestins i altres territoris àrabs, ocupats per Israel des de 1967, inclosa Jerusalem, i incloent les seves resolucions 446 (1979), 465 (1980), 497 (1981) i 592 (1986), Recordant també el Conveni de Ginebra relatiu a la protecció de persones civils en temps de guerra, de 12 d'agost de 1949, Greument preocupat i alarmat per la situació de deteriorament dels territoris palestins i altres territoris àrabs ocupats per Israel des de 1967, inclosa Jerusalem, Tenint en compte la necessitat de considerar mesures per a la protecció imparcial de la població civil palestina sota l'ocupació israeliana, Considerant que les polítiques i pràctiques actuals d'Israel, la Potència ocupant, als territoris ocupats tindran conseqüències greus per als esforços per aconseguir una pau completa, justa i duradora a l'Orient Mitjà, 1. Deplora profundament les polítiques i pràctiques d'Israel, la Potència ocupant, que violen els drets humans del poble palestí en els territoris ocupats, i en particular l'obertura del foc per part de l'exèrcit israelià, que provoca la matança i la ferida de civils palestins indefensos; 2. Reafirma que el Conveni de Ginebra relatiu a la protecció de persones civils en temps de guerra, de 12 d'agost de 1949, és aplicable als territoris palestins i altres territoris àrabs ocupats per Israel des de 1967, inclosa Jerusalem; 3. Demana, una vegada més, que Israel, la Potència ocupant, respecti immediatament i escrupolosament el Conveni de Ginebra relatiu a la protecció de persones civils en temps de guerra, de 12 d'agost de 1949, i desisteixi immediatament de les seves polítiques i pràctiques que es troben en violació de les disposicions de la Convenció; 4. Demana, a més, que l'exercici de la màxima restricció contribueixi a establir la pau; 5. Destaca la necessitat urgent d'assolir un acord just, durador i pacífic del conflicte araboisraelià; 6. Demana al Secretari General que examini la situació actual dels territoris ocupats per tots els mitjans que li ofereixin i que presenti un informe com molt tard el 20 de gener de 1988 que contingui les seves recomanacions sobre formes i mitjans per garantir la seguretat i la protecció dels palestins civils sota ocupació israeliana; 7. Decideix mantenir la situació en els territoris palestins i altres territoris àrabs ocupats per israelians des de 1967, inclosa Jerusalem, a examen. | » |

## Vots
La resolució va ser aprovada per 14 vots contra cap, amb una abstenció dels Estats Units, que ho va fer a causa de la seva "crítica generalitzada de les polítiques i pràctiques israelianes", tot ignorant les provocacions àrabs que van provocar l'incident.